# Little Bird
Little Bird – singel Annie Lennox, wydany w 1993 roku.

## Ogólne informacje
Utwór został wydany jako podwójny singel (razem z piosenką „Love Song for a Vampire”) i dotarł do miejsca 3. na brytyjskiej liście UK Singles Chart. W wideoklipie pokazane zostały różne wcielenia wokalistki z kilku innych teledysków m.in.:
- „Sweet Dreams (Are Made of This)”
- „There Must Be an Angel (Playing with My Heart)”
- „Thorn in My Side”
- „Beethoven (I Love to Listen to)”
- „I Need a Man”
- „Why”
- „Walking on Broken Glass”
- „Under Pressure”

## Lista ścieżek
1. „Little Bird” – 4:39
2. „Love Song for a Vampire” – 4:17
3. „Little Bird” (Utah Saints Version) – 6:35
4. „Little Bird” (N’Joi Version) – 4:46